# Cedusa consimilis
Cedusa consimilis är en insektsart som först beskrevs av Van Stalle 1884.  Cedusa consimilis ingår i släktet Cedusa och familjen Derbidae. Inga underarter finns listade i Catalogue of Life.